# السلامة من الحريق

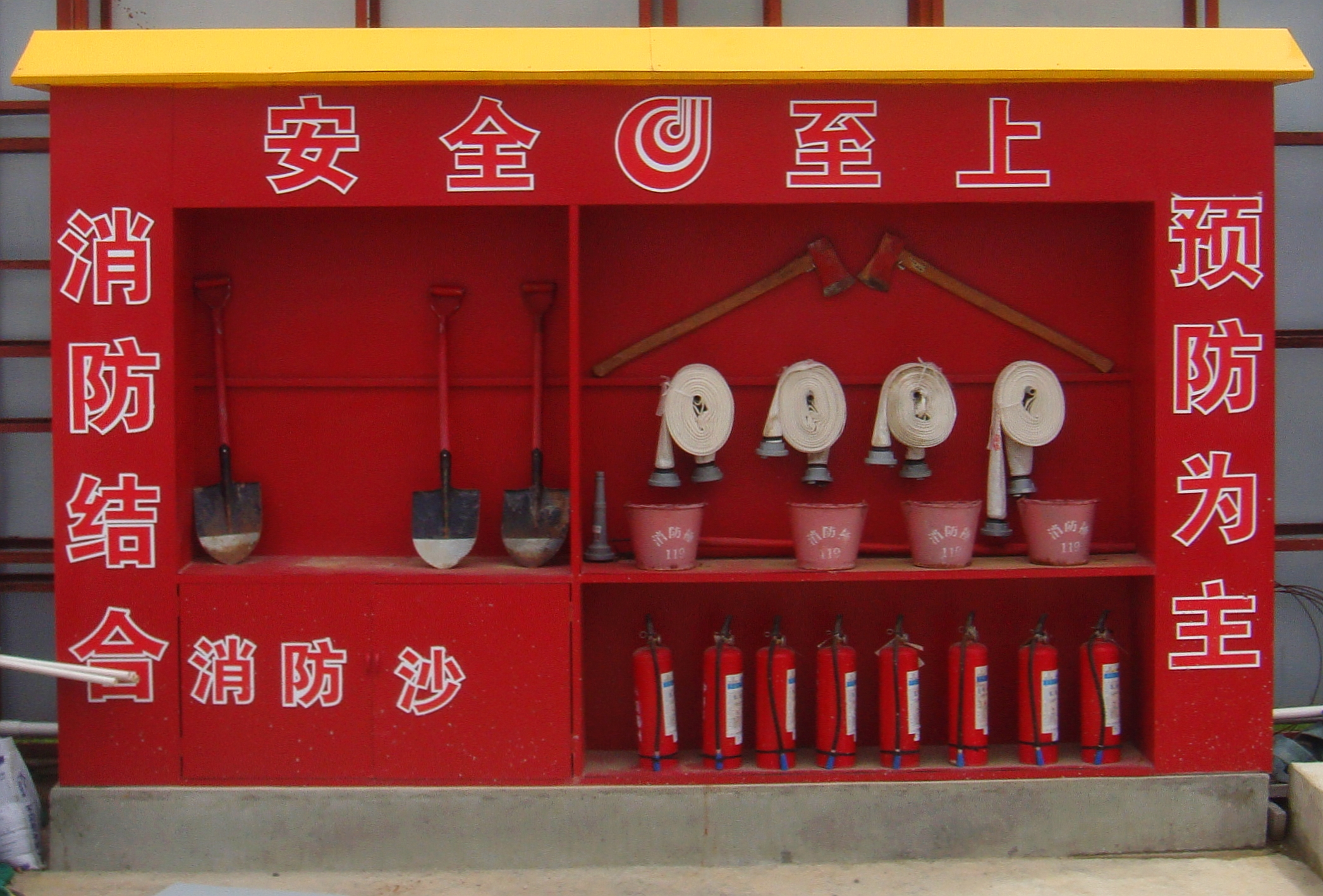
معدات السلامة من الحريق في موقع البناء في الصين

السلامة من الحريق هي مجموعة من الممارسات التي تهدف إلى الحد من الدمار الناجم عن الحريق. وتشمل تدابير السلامة من الحريق تلك التي تهدف إلى منع نشوب حريق غير متحكم به، وتلك التي تستخدم للحد من تطور وآثار الحريق بعد أن يبدأ.